# Drosophila fastigata
Drosophila fastigata är en tvåvingeart som beskrevs av Elmo Hardy 1965. Drosophila fastigata ingår i släktet Drosophila och familjen daggflugor.
Artens utbredningsområde är Hawaii.